# Geoff Ryman
Geoffrey Charles Ryman (1951) es un escritor de origen canadiense de ciencia ficción, fantasía, literatura histórica y LGBT. Actualmente, imparte clases de escritura creativa en la Universidad de Mánchester y trabaja en su nueva novela, de corte histórico, ambientada en los Estados Unidos antes de la Guerra de Secesión.

## Biografía
Ryman nació en Canadá pero se mudó a Estados Unidos cuando tenía 11 años, donde acabó licenciándose en Historia y Filología Inglesa por la Universidad de California. En 1973, se fue a vivir a Inglaterra, donde ha pasado la mayor parte de su vida.
Además de su faceta de escritor, Ryman formó y dirigió un equipo de diseño web para el gobierno británico en la Oficina Central de Información en 1994. También supervisó los equipos que diseñaron las primeras páginas oficiales de la Corona Británica y del Gobierno de Su Majestad, y trabajó en la web gubernamental www.direct.gov.uk.

## Obra
Ryman afirma que sabía que iba a ser escritor "antes de saber hablar". El precoz autor ya vería su primer trabajo publicado en la columna periodística de su madre a los seis años de edad.
Pese a ser mayormente conocido por sus aportaciones a la ciencia ficción, su primera novela The Warrior Who Carried Life fue de fantasía, y Was, también fantástica, es considerada "su obra más lograda".
Muchas de las historias de Ryman tratan de viajes a Camboya. La primera de estas, The Unconquered Country (1986), llegó a ser galardonada con el Premio Mundial de Fantasía y el premio BSFA. La última de ellas, The King's Last Song (2006), se sitúa a la vez en dos épocas distintas: el siglo XII, durante el reinado del emperador Jayavarman VII, y el presente, tiempo después del mandato de Pol Pot y los Jemeres Rojos.
El polifacético autor ha escrito, dirigido y actuado en diversas obras dramáticas basadas en trabajos de otros autores.
Fue invitado de honor en la convención anual de ciencia ficción Novacon en 1989 y ha sido dos veces orador invitado en la convención de fantasía y ciencia ficción Microcon, en 1994 y 2004. Asimismo, fue invitado de honor en Swecon en 2006, en Gaylaxicon el 2008, en Wiscon el 2009, y en Åcon el 2010.
Durante el transcurso del Taller Clarion para escritores noveles (Pensilvania), Ryman fundó, junto a otros autores, el subgénero de la "ciencia ficción cotidiana" (Mundane Science Fiction). Centrado en historias situadas en o cerca del planeta Tierra, hace un uso verosímil de la tecnología y ciencia existente en el momento en que transcurre el relato. En 2008 se publicó un número especial sobre la ciencia ficción cotidiana en la revista Interzone coeditado por Ryman, Julian Todd y Trent Walters.
Actualmente, trabaja en una nueva novela histórica ambientada en los Estados Unidos antes de la Guerra de Secesión.

### Novelas traducidas al español
- Aire, trad. de María Ángeles Tobalina Salgado, ed. La Factoría de Ideas (2007)
- 253 (o la comedia del metro), trad. de Laura Michel, ed. Grupo AJEC (2007)
- El jardín de infancia, trad. de Ana Alonso Esteve, ed. Ómicron (2007)
- El país irredento, trad. de Rafael Marín, ed. Ultramar Editores (1991)

### Novelas en inglés
- The King's Last Song (2006 Reino Unido, 2008 EE.UU.)
- Air: Or, Have not Have (2005)
- Lust (2001)
- 253, or Tube Theatre (1996 online, 1998 impreso)
- Was... (1992)
- The Child Garden (1989)
- The Warrior Who Carried Life (1985)

## Premios
| | |
| British Science Fiction Award - El país irredento como Mejor Ficción Breve (1986) - Aire como Mejor Novela (2005) World Fantasy Award - El país irredento como Mejor Novela Corta (1986) Arthur C. Clarke Award - El jardín de infancia como Mejor Novela (1990) - Aire (2005) | Campbell Award - El jardín de infancia como Mejor Novela (1990) Philip K. Dick Award - 253 (o la comedia del Metro), 1998 James Tiptree, Jr. Award - Aire (2005) |